# 이병호 (대법관)
이병호(1917년 ~ 1976년 9월 28일)는 판사와 검사, 변호사를 두루 지내다가 1973년 4월부터 1976년 9월에 대법원 판사를 지낸 법조인이다.

## 생애
이병호는 일본 중앙대학교 법문학과를 졸업하고 1943년 일본 고등문관시험 사법과에 합격해 1948년 7월 서울지방법원 판사에 임용되어 법무부 법무과장, 서울고등법원 판사,  1960년 10월 대구고등검찰청 차장검사, 강원지원 판사, 1960년 11월 30일 서울지방법원 판사 직무대리, 제주지방법원 판사, 1963년 1월 4일 광주지방법원 판사, 1968년 5월 19일 광주지방법원 소년부지원 판사, 1968년 9월 19일 전주지방법원 정읍지원 판사. 1969년 10월 15일 전주지방법원 판사를 하다가 법무부 행정국장 겸 대검찰청 검사를 끝으로 공직에서 퇴직하여 변호사를 개입했으나 민복기 대법원장에 의해 법원행정처 차장에 임명되어 전국 법원의 형량을 비교, 분석을 하여 형량 통일에 관심을 가지는 등 사법 발전에 기여하고 1971년 9월 7일 사법연수원 부원장에 임명되어 사법연수원의 토대를 마련하였으며 유신헌법에 의해 대통령이 임명하게 된 이후인 1973년 3월 27일 전주지방법원 정읍지원장에  임명되었고 이후 사법연수원장에 재직 중이던 1973년 3월 24일에 박정희 대통령에 의해 대법원 판사에 임명되어 대법원 판사에 재직 중인 1976년 5월 25일 상고심 사건 합의 도중 집무실에서 졸도하여 병원에서 입원 치료를 하여 완치하여 퇴원했으나 재발하여 9월 15일 간암으로 사망했다.
판사 등으로 재직하면서 동국대학교와 서울대학교 사법대학원에서  강의를 하였고 고등고시 위원과 국제회의 수석대표를 지냈다. 대법원 판례를 중심으로 <행정소송법 개설>이라는 법학서를 저술하였으며 개인적으로 보관하고 있던 각국 법원 판례집, 법률서적 등 1400여권을 사후 대법원에 기증했다.

## 주요 판결
전주지방법원 정읍지원장으로 재직하던  1976년 8월 19일에  재판장을 맡았던  일가족 살인으로 위장한 방화사건에서 "피고인들의 자백이 법정에 제출된 증거물과 일치한다"는 이유로 각각 사형과 무기징역을 선고하였으나 대법원에서 파기되어 무죄가 선고되었다.
광주지방법원 판사로 재직하던 1964년 6월 11일 광주학생 데모 사건으로 구속된 전남대, 조선대 학생 7명과 일반 시민 1명에 대해 고재량 부장판사, 배만운 판사와 함께 구속적부심사 심리를 통해 전원 석방했으며 전주지방법원 부장판사로 재직하던 1970년 4월 27일 전주고,북중 방화로 단기 5년 장기 10년을 구형받은 조모(19세)씨에 대해 "사회적으로 물의를 일으켰으나 정신분열증 및 심신상실증 환자"라는 이유로 징역3년을 선고했다.
대법원 판사에 재직하던 1974년 7월 26일 대법원 형사3부 재판장으로 서울제일교회 권호경(32세) 목사 등 5명에 대한 대통령 긴급조치 제1호 위반 및 내란예비음모 사건 상고심에서 상고를 기각하고 비상고등군법회의에서 선고한 징역17년 자격정지15년에서 징역3년까지 실형을 확정했으며 1975년 3월 11일 대통령 긴급조치법 위반으로 각각 징역12년 자격정지12년을 선고받은 일간스포츠 편집부 차장 추영현과 징역 박옥봉(농업), 징역3년 집행유예5년을 선고받은 전남대생 성찬성에 대해 상고를 기각하고 원심을 확정했다.
인혁당 사건 등 대통령 긴급조치 위반 피고인 38명에 대한 상고심에서 주심 판사를 맡아 1975년 4월 8일 선고공판을 열고 연세대생 김영준, 송무호에 대해 원심을 파기하여 비상고등군법회의로 환송하고 도예종 등 인혁당 사건 관련자 8명에 대해 사형, 이철 유인태이현배 등 서울대생 3명과 인혁당 관련한 6명은 무기징역, 그외 17명은 징역20년~12년을 선고하는 등 36명에 대해 원심을 확정하였다. 이병호가 이 사건에서 전원합의체 주심을 맡은 것은 당초 형사1부 민문기 주심 판사에 배당되었으나 신병 이유로 형사3부인 이병호에게 재배당되었다가 전원합의체 요청을 하였다.